# グリエルモ・スポレティーニ
グリエルモ・スポレティー（Guglielmo Spoletini、1929年4月18日 - 2005年3月12日）は、1960年代のマカロニウエスタン時代に頭角を現したイタリアの映画俳優であり、メキシコ人の役が多かった。テレビ作品では脚本も手掛けた。ラツィオ州ローマ出身。
変名としてのクレジットはグイレルモ・スポレティーニ（Guillermo Spoletini）、ウィリアム・スポレティン（William Spoletin）、ウィリアム・スポルト（William Spolt）、ウィリアム・ボガート（William Bogart）、ウィリアム・ボガード（William Bogard）、ヘイム・ボガート（Haim Bogart）と言う風に複数存在する。

## 経歴
俳優としての特徴
リー・ヴァン・クリーフとジョン・フィリップ・ロウ主演のマカロニ・ウエスタン『新・夕陽のガンマン/復讐の旅』（1967年）では仇敵一味（演じるはルイジ・ピスティッリ、アンソニー・ドースン、マリオ・ブレーガ、ホセ・トーレス、アンジェロ・スサニ等）の屈強なメキシコ人の一人として登場する。
1950年代の末から映画出演するが、スタントマンや大部屋俳優として下積み生活が続いた。数多くのマカロニ・ウエスタンに端役出演を重ねる内に精悍な容姿がスペインのレオン・クリモフスキー監督に認められる。同監督の1967年の『決闘！荒野のサボテン（血闘！荒野のサボテン）（砂塵に煙るガンマンあわれ）』（未/テレビ放映）に於けるリチャード・ワイラーの敵役から翌年の『新・荒野の用心棒』では早くも主役に抜擢される。そこでの配役序列はタイトル前のトップの大出世で、文明開化の波に翻弄される昔気質のメキシコ人ガンマンを深みのある芝居で演じ、チャールズ・チャップリンの息子であるシドニー・チャップリンが彼を追う保安官役で共演。その後は準主役級の役柄も務めたが、次第に脇役または端役へ落ちて行った。
他にはフェデリコ・フェリーニ監督の『フェリーニのローマ』（1972年）やイタリアでロケもされた1976年のリチャード・ドナー監督のハリウッド映画『オーメン』にもタクシー運転手役で出演したが、1980年辺りから1990年代の初頭までの間は出演が途絶え、半引退状態になる。
出演活動を再会して暫く経った1998年にマカロニ・ウエスタンの回顧ドキュメンタリー映画『アメリカ・イン・ローマ』（未ソフト化）では案内役を務め、ジョヴァンニ・チャンフリーリアやレモ・キャピターニ等と共に往時を振り返った。

## フィルモグラフィ
1965年
- 『悪魔の30挺のウィンチェスター』（未ソフト化）

1966年
- 『帰って来たガンマン』
- 『南から来た用心棒』
- 『さいはての用心棒』

1967年
- 『黄金の三悪人』
- 『血闘のジャンゴ』
- 『拳銃無宿のバラード』（未公開）

1969年
- 『ガラガラ蛇の夜』（未公開）

1970年
- 『さすらいの盗っ人野郎/サンタナ』（未公開）

1974年
- 『カランボラ』（未ソフト化）